# 宇城市立豊野小学校
宇城市立豊野小学校（うきしりつ とよのしょうがっこう）は、熊本県宇城市豊野町糸石にあった公立小学校。

## 沿革
- 1874年（明治7年） - 山崎学校、安見学校、巣林学校、糸石学校、上郷学校、中間学校、下郷学校を創立する。
- 1875年（明治8年） - 山崎学校と安見学校が合併し共立安見小学校、巣林学校と糸石学校が合併し共立糸石小学校、上郷学校と中間学校が合併し共立小熊野小学校、中間学校は小熊野小学校の分校となる。下郷学校は共立下郷小学校と改称
- 1877年（明治10年） - 共立小熊野小学校、中間分校、共立下郷小学校が合併
- 1879年（明治12年） - 共立小熊野小学校と共立下郷小学校に分離
- 1887年（明治20年） - 共立安見小学校と共立糸石小学校が合併し尋常豊田小学校となる。共立小熊野小学校が尋常小熊野小学校、共立下郷小学校が尋常下郷小学校と改称
- 1889年（明治22年） - 尋常豊田小学校が尋常安山小学校と尋常糸石小学校に分離
- 1890年（明治23年） - 尋常安山小学校が尋常安見小学校と改称
- 1893年（明治26年） - 尋常小熊野小学校と尋常下郷小学校が合併し尋常小熊野小学校となる
- 1894年（明治27年） - 尋常小熊野小学校が小熊野尋常小学校、尋常安見小学校が安見尋常小学校、尋常糸石小学校が糸石尋常小学校と改称
- 1905年（明治38年） - 小熊野尋常小学校が小熊野尋常高等小学校、糸石尋常小学校が糸石尋常高等小学校と改称
- 1908年（明治41年） - 小熊野尋常高等小学校が小熊野尋常小学校、糸石尋常高等小学校は糸石尋常小学校と改称。安見尋常小学校は糸石尋常小学校の分校となる。
- 1910年（明治43年） - 小熊野尋常小学校が豊野南部尋常小学校、糸石尋常小学校が豊野北部尋常小学校と改称
- 1918年（大正7年） - 豊野南部尋常小学校が豊野南部尋常高等小学校、豊野北部尋常小学校が豊野北部尋常高等小学校と改称
- 1941年（昭和16年） - 豊野南部尋常高等小学校が豊野南部国民学校、豊野北部尋常高等小学校が豊野北部国民学校と改称。
- 1947年（昭和22年） - 豊野南部国民学校が豊福村立豊野南部小学校、豊野北部国民学校が豊野村立豊野北部小学校と改称して、豊野中学校を設置する。
- 1960年（昭和35年） - 両校が合併し豊野村立豊野小学校となる。
- 1981年（昭和56年） - 安見分校閉校
- 2000年（平成12年） - 町制施行により豊野町立豊野小学校と改称
- 2005年（平成17年） - 町村合併により宇城市立豊野小学校と改称。
- 2013年（平成25年） - 施設一体型小中一貫校として豊野中学校敷地内に移転し、宇城市立豊野小中学校となる。

## 関係機関
- 宇城市立豊野中学校